# المستنقع (رواية)
المستنقع رواية للكاتب السوري حنا مينه، صدرت عام 1977م. عن دار الآداب وبلغت سبع طبعات. وطبعتها أيضا دار الجمل للنشر والتوزيع. وهي ثاني رواية ضمن ثلاثيته: بقايا صور - المستنقع - القطاف.

## عن الرواية
تدور أحداث الرواية داخل حيّ في لواء اسكندرون يدعى «الصاز» بالتركية، ويعني المستنقع، في فترة الثلاثينات مع الأزمة الاقتصادية العالمية، وآثار ذلك على الأوضاع الاجتماعية
والرواية تتحدث عن أخبار عادية أدى تراكمها إلى تشييد الرواية، تحدث فيها الكاتب عن الفقر والبؤس والموت والسعي إلى تحصيل الأكل بشتى الطرق في المستنقع، مثل صيد السمك وجمع الحلزون وقد تسبب ذلك في أمراض مميتة، وهذه الأخبار العادية الواقعية ستصبح رمزا لبلد يعيش في مستنقع، وكان يحصل أن يقع هجوم على ضيعات الأغنياء، ومشاداة مع الدرك الذي يسفر عن قتل واعتقال. وفي هذه الاعتقالاات التي اقتيد أصحابها إلى سجن حلب سيحصل تحول في الوعي، يقول عنه الكاتب: "سيعودون منه - السجن - وهم يحملون أفكارا جديدة عن الفقر والبؤس وأسبابهما، وعن الكريزة العالمية وضرورة تنظيم السانديكات، وما إلى ذلك من كلمات ستزحف في وحل المستنقع وتنغز فيه" وازداد هذا الوعي في الثلاثينات مع الأزمة الاقتصادية العالمية التي نتجت عنها بطالة شاملة لدى العمال، فوجد هؤلاء أنفسهم يجوبون شوارع المدينة ويتجمعون في الحدائق، لخوض نضالهم ضد الحكومة، يقول الكاتب: "كانت البطالة تستحكم، وكل يوم يجد فريق جديد من الرجال أنفسهم بلا عمل ولا خبز، ونفدت بقايا المؤن من البيوت، واصفرت وجوه الأطفال من الجوع، واستولى على الحي يأس غضوب، يمازجه استعداد للإقدام على أيما عمل من أعمال العنف، ولو كان هجوما على السراي لتحطيمها، أو هجوما على الأسواق لانتزاع ما فيها من مواد غذائية" واحتد النضال عندما اقترن بنضال ضد الانتداب الفرنسي الذي تواطأ مع دول أخرى لتسليم منطقة لواء الأسكندرون لتركيا.
"وهكذا غدا اللواء مسرحًا لصراع سياسي، وكُتب علينا نحن سكانه أن نشهد تلك الأيام العاصفة التي كنا نخرج فيها من الصباح للمساء، بمظاهرات تنادي بعروبة اللواء وتندد بالمؤامرات الجارية".
تزامنت هذه الأحداث مع أزمة اقتصادية قاسية عُرفت باسم «الكريزة»، دفعت الناس لحلول قاسية لتأمين قوتهم، من بينها جمع الحشرات."في الظهور والأماسي كانوا يعودون بسلالهم التي جمعوا فيها البزاق…"
وهكذا، ونتيجة لتناول الحلزون “حاف” وعدم توافر مواد غذائية أخرى، أصيب الحيّ بمرض غريب، ففرضت البلدية حجرًا صحيًا على المصابين به، خوفًا من أن يكون المرض هو الكوليرا، وكان لعزل الناس مع الجوع والمرض والموت أثره، فبدأت حوادث الانتحار بين أبناء الحيّ تتوالى.

## الأسلوب
الرواية لا تحكى بعيني طفل، إنما "الطفولة هنا مجرد وسيلة بلاغية، ولهذا أتت صورة الطفل نقدية، تحليلية طالما أنها بعيني رجل، وليس بعيني طفل". وإن كانت للرواية علاقة بطفولة الكاتب فهي لا تحسب سيرة ذاتية بقدر ما هي رواية تتوفر فيها كل مكونات البناء السردي من مكان، وزمان، وشخصيات وصيغ تخييلية وبؤرة موضوع محدد ينقل وضعية مجتمع بكامله ومعاناته مع الفقر والبؤس والعطالة وتأثير الأزمة الاقتصادية عليه. ركزت الباحثة عليمة حمزاوي دراسة للرواية على المستوى الزمني، حيث قالت: "وظف حنا مينة الزمن بأشكال مختلفة ظهرت في الاسترجاعات الداخلية والخارجية، التكرارية التكميلية، والاستباق أيضا الداخلي والخارجي، والحذف، والمشهد والخلاصة والوقفة، على أن استرحاع الأحداث الماضية كان لها حضور قوي شغل مساحة كبيرة من حيز النص"
انتهت الباحثة عليمة حمزاوي إلى أن "استرجاع الأحداث الماضية البعيدة عن طريق الذاكرة، منح النص بعدا جماليا ساهم بدرجة كبيرة في تشكيل بنية الخطاب الروائي من خلال هذا التوظيف المختلف لتقنيات الزمن التي وردت في النص بنسب متفوتة"